# Miller Brewing Company
The Miller Brewing Company — американская пивоварня и пивоваренная компания в Милуоки, Висконсин, США. Основана в 1855 году Фредериком Миллером. В 2016 году компания Molson Coors приобрела права на все бренды Miller Brewing Company и управляет пивоварней Miller Brewery на месте первоначального комплекса Miller Brewing Company.

## История
Miller Brewing Company была основана в 1855 году Фредериком Миллером, который эмигрировал с Земли Гогенцоллернов (Германия) в 1854 году и привёз вместе с собой особенные дрожжи. В США он купил небольшую пивоварню Plank Road Brewery за 2300 долларов. Удачное расположение пивоварни обеспечивало удобный доступ до ингредиентов, выращивающихся на близлежащих фермах. В 1855 году Миллер сменил название на Miller Brewing Company и до 1966 года компания оставалась в собственности семьи. В 1961 году Миллер купил одну из пяти главных пивоварен Милуоки A. Gettelman Brewing Company.
В 1966 году конгломерат W. R. Grace and Company купил Miller Brewing у Лорейн Джон Мулберг (внучки Фредирика Миллера, пристрастившейся к алкоголю) и её семьи. В 1969 году Philip Morris (сейчас Altria) купил Miller у W. R. Grace за 130 млн долларов.
В 1999 году Miller приобрел права на бренд Hamm’s у Pabst.
В 2002 году South African Breweries купили Miller у Philip Morris за 3,6 млрд долларов в акциях и 2 млрд долларов наличными, образовав компанию SABMiller. Philip Morris продолжал владеть 36 % акциями новой компании и имели 24,99 % акциями с правом участия в голосованиях.
В 2006 году SABMiller купил бренды Sparks и Steel Reserve у McKenzie River Corporation за 215 млн долларов. Однако Miller ещё до покупки выпускали данные бренды по лицензии.
1 июля 2008 года SABMiller вместе с Molson Coors образовали компанию Miller Coors, в которой объединили производство и распространение своей продукции в США, однако на международном рынке продолжили работать независимо.
В сентябре 2015 года Anheuser-Busch InBev достиг соглашения по поглощению SABMiller за 107 млрд долларов. Согласно договорённости с министерством юстиции США, SABMiller должен был продать свою часть MillerCoors Molson Coors. 11 октября 2016 года SABMiller продал свою часть в MillerCoors за 12 млрд долларов, таким образом Molson Coors стал единоличным владельцем компании.